# Krabojad foczy
Krabojad foczy, krabojad, foka krabojad  (Lobodon carcinophaga) – gatunek drapieżnego ssaka morskiego z rodziny fokowatych (Phocidae), najliczniej reprezentowany w Antarktyce gatunek płetwonogich. W zimie spotykany na wybrzeżach Ameryki Południowej, Australii i południowej Afryki.

## Taksonomia
Gatunek po raz pierwszy zgodnie z zasadami nazewnictwa binominalnego opisali w 1842 roku francuscy zoolodzy Jacques Bernard Hombron oraz Honoré Jacquinot i nadając mu nazwę Phoca carcinophaga. Holotyp pochodził z lodu na biegunie południowym, między archipelagami Sandwich Południowy a Orkady Południowe, 150 mi (241 km) od każdej z tych wysp. Jedyny żyjący współcześnie przedstawiciel rodzaju krabojad (Lobodon). 
Epitet gatunkowy carcinophaga jest rodzaju żeńskiego oraz złożonym „rzeczownikiem w apozycji” i zgodnie z Międzynarodową Komisją Nomenklatury Zoologicznej, nie powinno się zmieniać oryginalnej pisowni, w przypadku rekombinacji z nazwą rodzajową która jest rodzaju męskiego. Zasugerowano sześć potencjalnie odrębnych, izolowanych geograficznie populacji, ale nie są one wspierane przez markery mikrosatelitarne. Większość zróżnicowań występuje raczej między poszczególnymi osobnikami niż obszarami geograficznymi. Autorzy Illustrated Checklist of the Mammals of the World uznają ten gatunek za monotypowy. 

### Etymologia
- Lobodon: gr. λοβος lobos „płat”; οδους odous, οδοντος odontos „ząb”[18].
- carcinophaga: gr. καρκινος karkinos „krab”; -φαγος -phagos „-jedzący”, od φαγειν phagein „jeść”[15][17].

## Zasięg występowania
Krabojad foczy występuje w wodach okołobiegunowych Oceanu Południowego.

## Morfologia
Długość ciała samic 235,6 cm (SD ± 11,8 cm), samców 230,9 cm (SD ± 11,4 cm); masa ciała samic 206,5 kg (SD ± 22,6 kg), samców 198,7 kg (SD ± 16,9 kg). Noworodki osiągają długość 114 cm i ciężar około 36 kg. Dorosłe samice są zwykle dłuższe i cięższe niż dorosłe samce. Krabojad foczy charakteryzuje się giętkim, opływowym ciałem, kończynami przekształconymi w płetwy oraz ochronną, izolującą warstwą sierści i/lub podskórnego tłuszczu. Warstwa tłuszczu zapewnia izolację cieplną, dobra pływalność i zapasy energetyczne. Zwierzęta te dobrze słyszą, szczególnie pod wodą, nie posiadając małżowin usznych.

### Szkielet
Część twarzowa czaszki jest skrócona, puszka mózgowa spłaszczona i szeroka, a oczodoły bardzo duże. W takiej budowie brak jest kości łzowych.
Kręgosłup może swobodnie wyginać się we wszystkich kierunkach. 
W szkielecie widoczny jest brak obojczyka. Obręcz kończyny przedniej jest masywniejsza od obręczy kończyny tylnej. Kość ramienna i kości przedramienia są raczej krótkie. Kość łódeczkowata, księżycowata i środkowa są zlane w nadgarstku. Dłoń jest pięciopalczasta, przy czym pierwszy palec jest najdłuższy, z kolei w stopie palce boczna są dłuższe i silniejsze od środkowych.

### Zęby
Najbardziej charakterystyczną cechą krabojadów są zęby. Ich powierzchnia jest silnie pofałdowana licznymi guzkami, dzięki czemu tworzą sito, za pomocą którego foki filtrują pokarm z wody. U krabojadów oczy są niewielkie, szeroko osadzone na dość dobrze zarysowanej głowie

### Mięśnie
Krabojady pływają głównie za pomocą płetw tylnych, które złożone razem działają jak ogon u ryb. Ruchy ich są wykonywane przez bardzo silnie rozwinięte mięśnie tułowia.

### Skóra
Naskórek jest gruby, niemal do powierzchni zbudowany z żywych komórek. Gruczoły łojowe są dobrze rozwinięte u nasady każdego włosa. Obecne są też gruczoły potowe, których wydzielina ma prawdopodobnie znaczenie przy termoregulacji na lądzie, a także nadaje zwierzętom charakterystyczny zapach. Pod skórą właściwą znajduje się gruba warstwa tkanki tłuszczowej.

### Włosy
Włosy rosną zwykle w grupach, z których każda składa się z włosa przewodniego i kilku włosów wełnistych. Poszczególne włosy mają oddzielne cebulki, ale wychodzą na powierzchnię wspólnym kanałem. Włosy zatokowe są liczne i długie, tworząc "wąsy". Linka odbywa się w ten sposób, że górna warstwa naskórka rogowacieje i odpada całymi płatami wraz z zawartymi w niej włosami. Linka ma miejsce raz do roku, na lądzie.

### Genetyka
Lobodon carcinophaga ma liczbę diploidalną 34 i liczbę fundamentalną 66. Pary autosomów 1–10 tworzą serię metacentrycznych chromosomów o malejącej wielkości (zakres stosunków długości ramion wynosi 1,2–1,6), z 3 dużymi, 3 średnimi i 4 małymi parami. Pary autosomów 11–14 i 16 są submetacentryczne (zakres stosunków długości ramion wynosi 2,4–3,0), z 2 dużymi i 3 średnimi parami. Para autosomów 15 ma średniej wielkości chromosomy akrocentryczne lub subtelocentryczne (stosunek długości ramion wynosi 5,5). Chromosomy X są średniej wielkości metacentryczne i stanowią 5,8% całkowitej długości haploidalnego autosomu. Metacentryczny chromosom Y jest najmniejszym elementem kariotypu. Pary autosomów 1–3, 11 i 12 oraz 13 i 14 mają podobne rozmiary i zwykle nie można ich sparować z całą pewnością. Chromosomy X są podobne do par autosomów 4 i 5. Obecny jest mały satelitarny marker mięsożerny. 

## Ekologia
Ssaki te są doskonale przystosowane do życia w wodzie, jednak muszą wracać na brzeg w czasie rozrodu.
Żyją i rozmnażają się w strefie paku lodowego, gdzie tworzą liczne stada po kilkadziesiąt sztuk. Żywią się prawie wyłącznie krylem, który cedzą przez charakterystycznie zbudowane zęby. Dojrzałość płciową uzyskują pomiędzy 3. i 4. rokiem życia.
Krabojad jest najbardziej licznym gatunkiem płetwonogich. Jego populacja jest szacowana na 15–40 milionów osobników. 
W związku z uzależnieniem tego gatunku od paku lodowego, którego powierzchnia się kurczy, jego populacja wydaje się być silniej zagrożona niż pozostałych ssaków antarktycznych. 

### Poruszanie się
Fokowate pływają głównie za pomocą uderzeń tylnych płetw, których na lądzie nie potrafią podciągnąć do przodu, pod ciało, przez co na lądzie poruszają się wyjątkowo niezgrabnie.

## Funkcjonowanie i budowa układów

### Układ krążenia i oddychania
Żyła główna przednia rozszerzona jest w pobliżu przepony i opatrzona zwieraczem. U nasady płetw znajdują się sieci tętnicze i żylne. Nozdrza umieszczone są na końcu pyska. Napięcie mięśniowe utrzymuje je stale zamknięte, dopiero dzięki pracy mięśni są otwierane przy oddychaniu.
Przed nurkowaniem ma miejsce wydech, a pozostałe w płucach powietrze znajduje się głównie w oskrzelikach, odcięte od pęcherzyków płucnych zastawkami. Uderzenia serca pod wodą są zwolnione, przyspieszają bezpośrednio po wynurzeniu. Rozszerzenie żyły głównej i obecność w niej zwieracza powstrzymują prawdopodobnie krew żylną od powrotu do serca w czasie pracy w warunkach bezdechu. Krew płetwonogich ma zwiększoną zdolność pochłaniania tlenu, a mięśnie mogą długo pracować w warunkach słabego utlenienia.
Wewnętrzna temperatura ciała wynosi 36,5 - 37,5° C. Dla zwierząt tych żyjących w zimnych wodach problem termoregulacji sprawia dużo trudności. Z związku z tym skóra ma temperaturę nieznacznie wyższą od ciepłoty wody morskiej, a dopiero w głębokości kilku cm występuje stała temperatura ciała. Ukrwienie skóry jest słabe. U nasady płetw znajdują się sieci tętniczo - żylne, w których ogrzewa się wychłodzona krew płynąca z płetw, a ochładza krew tęnicza płynąca do nich. W związku z tymi przystosowaniami ssaki te utrzymują stałą ciepłotę bez podnoszenia poziomu przemiany materii. Przy pobycie na lądzie, gdy grozi przegrzanie, głównym miejscem utraty nadmiaru ciepła są płetwy, opatrzone licznymi gruczołami potowymi.

### Układ nerwowy i zmysły
Mózg jest kulisty, a jego powierzchnia silnie pofałdowana. Ośrodki węchowe są słabo rozwinięte. Węch służy jedynie na powierzchni, bo pod wodą otwory nosowe są zamknięte. Oczy są bardzo duże, dostosowane do widzenia zarówno pod wodą jak i na lądzie. Soczewka jest kulista. Niekiedy spotyka się, że wzrok może być zastąpiony przez inne zmysły. Słuch zdaje się odgrywać bardzo ważną rolę. Pod wodą otwór uszny jest zamknięty, a drgania mogą się przenosić tylko wzdłuż jego ścian. Płetwonogie wydają pod wodą dźwięki, być może mają one niekiedy znaczenie echolokacyjne. Brodawki smakowe na języku są nieliczne.  

### Odżywanie i układ pokarmowy
Krabojad odżywia się niemal wyłącznie pelagicznymi skorupiakami. Podstawą diety jest przede wszystkim kryl Euphausia superba. Krabojady w niewielkich ilościach żywią się także niedużymi rybami i kalmarami. Sposób w jaki zwierzęta te zdobywają pożywienie jest bardzo interesujący. Dzięki licznym guzkom na zębach tworzy się sito za pomocą którego foki mogą oddzielić kryl od wody, podobnie jak robią to wieloryby fiszbinowe. Krabojady płyną z otwartymi pyskami i zasysają wodę a niewielkie skorupiaki osadzają się na zębach. Foki te mogą także wysysać pokarm ze szczelin w dnie.  Kryl zabarwia kał krabojadów na kolor czerwony.
Uzębienie, które służy głównie do przytrzymywania, a nie do rozdrabniania pokarmu, odznacza się tendencją do ujednolicenia kształtu zębów.
Żołądek jest prosty, jelita bardzo długie, jelito ślepe niewielkie. W żołądku spotyka się dużo kamyków, które być może spełniają rolę balastu.Przewody wyprowadzające trzustki i wątroby łączą się przed ujściem do dwunastnicy, tworząc wspólny zbiornik. 

## Rozród
Wszystkie płetwonogie wychodzą na ląd lub lód, by urodzić młode i odbyć gody. Do kopulacji dochodzi zaledwie kilka dni po urodzeniu potomka (zwykle jednego), lecz zagnieżdżenie się w macicy zapłodnionego jaja następuje dopiero kilka miesięcy później. Ta tzw. przedłużona ciąża pozwala zwierzętom w tym samym czasie rodzić, karmić oraz kopulować, i dzięki temu ograniczyć przebywanie na lądzie, gdzie są najbardziej narażone na ataki wrogów, do jednego krótkiego okresu w roku.  
Noworodki rodzą się pokryte wełnistym brązowoszarym futrem (lanugo). Mają około 1m długości i ważą 20-40kg.  
Bardzo interesujące jest zachowanie samców podczas sezonu rozrodczego. Gdy samica szykuje się do porodu lub jest tuż po nim dołącza do niej samiec. Broni on przed innymi samcami zarówno samicę jak i jej potomka, mimo że nie jest jego biologicznym ojcem. Bardzo często jest on także agresywny w stosunku do ‚swoich podopiecznych’. Dwa tygodnie po zakończeniu laktacji dochodzi do kopulacji, która odbywa się zarówno w wodzie jak i na lądzie. Samice gryzą swoich partnerów w pysk oraz płetwy. Powoduje to, że starsze samce pokryte są niewielkimi bliznami. W pierwszym roku życia nawet 80% krabojadów pada łupem innej foki zwanej lampartem morskim

## Zagrożenia
W Czerwonej księdze gatunków zagrożonych Międzynarodowej Unii Ochrony Przyrody i Jej Zasobów został zaliczony do kategorii LC (ang. least concern „najmniejszej troski”). Krabojady są jednym z najbardziej licznych gatunków dużych ssaków na Ziemi.Tak dużą populację zawdzięczają człowiekowi. Wielorybnictwo doprowadziło do przetrzebienia stad wielorybów fiszbinowych, u  których tak jak u krabojadów głównym pokarmem jest kryl. Stosunkowo niewielka liczba wielorybów doprowadziła do nieograniczonego rozwoju tych niewielkich skorupiaków. Baza pokarmowa krabojadów znacząco się zwiększyła, dzięki czemu doszło do wzrostu liczebności populacji. Zagrożeniem dla tego gatunku może być komercyjne poławianie kryla. Przypuszcza się, że największy negatywny wpływ na ten gatunek może mieć globalne ocieplenie. Podniesienie się temperatury o kilka stopni może doprowadzić do utraty  miejsc rozrodu oraz do żerowania. Przypuszcza się, że wraz z ludźmi i ich zwierzętami, odwiedzającymi focze siedliska, mogą być przenoszone choroby, na które krabojady nie są uodpornione.

## Ochrona
Krabojady są chronione na mocy Konwencji o ochronie fok antarktycznych oraz Konwencji o zachowaniu żywych zasobów morskich Antarktyki.